# Маскара (вілаєт)
Маскара (араб. ولاية معسكر‎‎) — вілаєт Алжиру. Адміністративний центр — м. Маскара. Площа — 5 941 км². Населення — 780 959 осіб (2008).

## Географічне положення
На півночі межує з вілаєтом Мостаганем, на сході — з вілаєтами Релізан та Тіарет, на півдні — з вілаєтом Саїда, на заході — з вілаєтами Сіді-Бель-Аббес та Оран.
Розташований в Атлаських горах.
18 серпня 1994 року землетрус силою 5,6 балів за шкалою Ріхтера у м. Маскара забрав життя 171 мешканця.

## Адміністративний поділ
Поділяється на 16 округів та 47 муніципалітетів.
| Алжир | Це незавершена стаття з географії Алжиру. Ви можете допомогти проєкту, виправивши або дописавши її. |